# Čojč
Čojč [ʧɔɪ̯ʧ] ist eine Kunstsprache, die Elemente des Deutschen und Tschechischen vermischt. Sie kommt in den Projekten des Theaternetzwerks ČOJČ zum Einsatz kommt, welches seit 2003 im bayerisch-böhmischen Grenzland theaterpädagogisch angeleitete Jugendbegegnungen organisiert. Diese grenzüberschreitende Begegnungsform trägt ebenfalls den Namen čojč. Seit Juli 2010 existiert die gemeinnützige Cojc gGmbH Theaternetzwerk Böhmen Bayern, welche die Projekte des Netzwerks koordiniert.
Der Begriff ist ein Kofferwort aus Česky (tschechisch) und Deutsch in tschechischer phonematischer Schreibweise („Dojč“).

## Geschichte
Die ersten deutsch-tschechischen Theaterprojekte in Nürnberg wurden 1998 im Rahmen der Städtepartnerschaft zwischen Nürnberg und Prag unter Federführung des theaterpädagogischen Zentrums DAS Ei Nürnberg durchgeführt.
Im Jahr 2000 organisierte DAS Ei zur Entwicklung eines neuartigen Partizipationsansatzes eine erste Herbstkonferenz in Selb / Aš. In der Folge entwickelte sich diese jährlich stattfindende Konferenz zu einem Ort für Planung und Vernetzung von Theaterprojekten im bayerisch-böhmischen Grenzland, der sich bald auch weg von der anfänglich statischen Lokalität, hin zu einem flexibleren Format mit wechselnden Veranstaltungsorten entlang in der Grenzregion veränderte. Seit dem Jahr 2007 findet sie unter dem Namen Čojčlandská Konferenz statt, in der Regel abwechselnd in Tschechien und Deutschland.
2002 gründeten ehemalige Projektteilnehmer in Prag den Verein A Basta o.s., mit dem Satzungsziel, tschechisch-deutsche Jugendbegegnungen in Tschechien zu fördern und zu organisieren. Das Konzept čojč, welches Jugendbegegnung, Theaterprojekte und Sprachmischung vereint, entstand in enger Zusammenarbeit zwischen DAS Ei und A Basta. Seit 2002 finden alle grenzüberschreitenden Maßnahmen und Projekte in Verantwortung der Träger DAS Ei und A Basta unter Berücksichtigung der Anwendung und Weiterentwicklung des Sprach- und Begegnungskonzeptes čojč statt.
Über die verschiedenen Projektformate bildete sich schließlich ein stabiles Netzwerk, das sich durch ehrenamtliches Engagement vor allem ehemaliger Projektteilnehmer und Kooperationen mit Schulen, Kultur- und Jugendzentren sowie Gemeinden als kulturelle Institution im böhmisch-bayerischen Grenzland etablieren konnte. Im Jahr 2010 gründeten beide Vereine die gemeinnützige cojc gGmbH, der seit diesem Zeitpunkt die Durchführung aller čojč-Projekte obliegt.

## Hybride Kunstsprache
Čojč entsteht mit Hilfe grammatikalischer und lexikalischer Kreativität als Mischung zwischen Tschechisch und Deutsch. Das Ziel ist es, sprachliche Hindernisse in tschechisch-deutschen Jugendbegegnungen zu umgehen und, im Kontext einer Theatersprache, ein für Menschen mit deutscher wie auch tschechischer Muttersprache verständliches Theaterstück zu schaffen.
Charakteristika von Čojč als Sprache sind:
- Wortbildung durch Germanismen im Tschechischen (z. B. ruksak, fusakle, špacírovat) und Internationalismen (z. B. kopírovat, telefon) oder durch  Hybridwörter aus zwei phonetisch ähnlichen Wörtern, oft mit deutschem Stamm und tschechischer Endung (z. B. Zwiebule, dankuju).
- Keine Normierung, vor allem der Wortschatz manifestiert sich je nach Projektkontext neu.
- Frage-Antwort-Muster, also abwechselnd sich aufeinander beziehende tschechische und deutsche Sätze (Jak se máš?  - Danke, mir geht es gut.) oder Hybridsätze, die nahezu jedes Wort auf Tschechisch und Deutsch enthalten (Mit divadlem Theater hýbat Grenzen hranicemi bewegen[1]).

## Begegnungsform
Čojč versucht in binationalen Jugendbegegnungen sprachliche und kulturelle Barrieren zwischen den benachbarten Ländern Deutschland und Tschechien zu überwinden. Das Begegnungsmedium ist meist ein Theaterstück, das die teilnehmenden Jugendlichen unter pädagogischer Anleitung entwickeln, selbst in der Kunstsprache čojč verschriftlichen und aufführen. Die entstandenen Stücke werden vor allem an Schulen im bayerisch-böhmischen Grenzland gezeigt, um dort Diskussionen zu interkulturellen Fragestellungen anzustoßen und Perspektiven für grenzüberschreitende Zusammenarbeit in dieser verhältnismäßig strukturschwachen Region aufzuzeigen.
Als pädagogische Anleitungsinstrumente werden theaterpädagogische Methoden zur Nutzung gruppendynamischer Prozesse, Themenfindung und Stückerarbeitung genutzt, ebenso wie Formen der Sprachanimation. In der interkulturellen Begegnungsarbeit hat sich speziell die vom Koordinierungszentrum Deutsch-Tschechischer Jugendaustausch Tandem entwickelte deutsch-tschechische Sprachanimation bewährt, während Čojč als sprachliches Instrument eher im Bühnenkontext zum Einsatz kommt.

## Themen, Projekte und Aktivitäten
Die Themen, die in dramatischer Bearbeitung behandelt werden, sind sowohl spezifisch im bayerisch-böhmischen Grenzland angesiedelt, als sie allgemeine, für Jugendliche relevante Komponenten haben. Dabei sind die Theaterworkshops und -projekte methodisch zweigeteilt in Sprachprojekte mit Publikumsinteraktion, die Wert auf Sprachanimation und interkulturelle Aspekte der deutsch-tschechischen Jugendbegegnung legen, und dokumentarische Projekte mit lokalhistorischem Bezug oder Ausgangspunkt.
Neben den theaterpädagogischen Projekten führt das Netzwerk regelmäßig Qualifizierungsmaßnahmen für Netzwerker und Interessenten durch, beispielsweise in den Bereichen kreatives Schreiben, Video-/Bild-Dokumentation, interkulturelle Projektarbeit und sprachvermittelnde Pädagogik.

## Förderung und Auszeichnungen
Das Čojč Theaternetzwerk Böhmen Bayern trägt sich über das ehrenamtliche Engagement seiner Mitglieder und Teilnehmer. Die finanzielle Förderung der Projekte selbst erfolgt über EU-Mittel, Bundesmittel, Stiftungsgelder und lokale Zuschüsse.
2011 wurde der erste von zwei Förderanträgen aus dem INTERREG Ziel-3-Programm Freistaat Bayern-Tschechische Republik mit dem Titel "Bewegung an der Grenze" genehmigt. 2014 erhielt das Netzwerk die Förderzusage für den Folgeantrag "Offene Grenzen, neue Boten".
2010 wurde das Netzwerk mit dem Brückenbauerpreis des Centrum Bavaria Bohemia in der Kategorie Kulturinitiativen / Partnerprojekte / Vereinigungen ausgezeichnet.
2012 erhielt die Cojc gGmbH den Bürgerkulturpreis des Bayerischen Landtags.